# Strîpa, Ujhorod
Strîpa (în ucraineană Стрипа) este un sat în comuna Iarok din raionul Ujhorod, regiunea Transcarpatia, Ucraina.

## Demografie
Componența lingvistică a localității Strîpa
     Ucraineană (97,23%)
     Rusă (2,35%)
     Alte limbi (0,21%)
Conform recensământului din 2001, majoritatea populației localității Strîpa era vorbitoare de ucraineană (97,23%), existând în minoritate și vorbitori de rusă (2,35%).